# Kidal (stad)
Kidal is een stad (commune urbaine) en gemeente (commune) en de hoofdstad van de Malinese regio Kidal. De meeste inwoners van het gebied zijn nomadische Toeareg. De stad was in 2012 de zetel van de MNLA, die van Noord-Mali een onafhankelijke staat, Azawad willen maken.
De gemeente Kidal telt 26.000 inwoners (2009) en beslaat een oppervlakte van bijna 10.000 km². De gemeente telt naast de hoofdplaats nog 39 lokaliteiten (localité).